# Pegomya flaviventris
Pegomya flaviventris este o specie de muște din genul Pegomya, familia Anthomyiidae, descrisă de Griffiths în anul 1983.
Este endemică în California. Conform Catalogue of Life specia Pegomya flaviventris nu are subspecii cunoscute.